# Mario Inchausti Goitia
Mario Inchausti Goitia   (Santa Clara, 3 de juny de 1915 - Saragossa, 2 de maig de 2006) fou un futbolista hispano-cubà de les dècades de 1930 i 1940.
Pel que fa a clubs, destacà a Reial Saragossa, Reial Betis I Reial Madrid CF.